# Jazz Mainstream
Jazz Mainstream è un album di Oscar Pettiford (brani lato A) e di Red Mitchell (brani lato B), pubblicato dalla Bethlehem Records nel 1957. I brani del lato A erano stati già pubblicati nell'album Basically Duke di Pettiford (Bethlehem rec., BCP-1019).

## Tracce
Lato A
1. Jack the Bear – 3:20 (Duke Ellington) – Registrato il 17 dicembre 1954 a New York
2. Tamalpais – 3:37 (Oscar Pettiford) – Registrato il 17 dicembre 1954 a New York
3. Swing Until the Girls Come Home – 3:58 (Oscar Pettiford) – Registrato il 17 dicembre 1954 a New York
4. Mood Indigo – 2:59 (Barney Bigard, Duke Ellington, Irving Mills) – Registrato il 17 dicembre 1954 a New York
5. Chuckles – 2:45 (Clark Terry) – Registrato il 17 dicembre 1954 a New York
6. Time on My Hands – 3:13 (Harold Adamson, Mack Gordon, Vincent Youmans) – Registrato il 17 dicembre 1954 a New York

Lato B
1. Happy Minor – 4:08 (Red Mitchell) – Registrato il 1º febbraio 1955 a Los Angeles (California)
2. Bluesology – 2:53 (Milt Jackson) – Registrato il 1º febbraio 1955 a Los Angeles (California)
3. Long Ago and Far Away – 3:57 (Ira Gershwin, Jerome Kern) – Registrato il 1º febbraio 1955 a Los Angeles (California)
4. Gone with the Wind – 6:25 (Allie Wrubel, Herbert Magidson) – Registrato il 1º febbraio 1955 a Los Angeles (California)
5. Kelly Green – 2:40 (Red Mitchell) – Registrato il 1º febbraio 1955 a Los Angeles (California)
6. Scrapple from the Apple – 4:59 (Charlie Parker) – Registrato il 1º febbraio 1955 a Los Angeles (California)

## Musicisti
Brani A1, A2, A3, A4, A5 e A6
- Oscar Pettiford - contrabbasso, violoncello
- Clark Terry - tromba
- Joe Wilder - tromba
- Jimmy Cleveland - trombone
- Jimmy Hamilton - clarinetto, sassofono tenore
- Dave Schildkraut - sassofono alto
- Danny Bank - sassofono baritono
- Earl Knight - pianoforte
- Osie Johnson - batteria

Brani B1, B2, B3, B4, B5 e B6
- Red Mitchell - contrabbasso
- Claude Williamson - pianoforte
- Conte Candoli - tromba (brani: B1, B3, B4 e B6)
- Bob Brookmeyer - trombone a pistoni (brani: B1, B3, B4 e B6)
- Zoot Sims - sassofono tenore (brani: B1, B3, B4 e B6)
- Stan Levey - batteria[1]